# Lynn St. John
Lynn Wilbur St. John (Union City, 18 novembre 1876 – Columbus, 30 settembre 1950) è stato un allenatore di pallacanestro statunitense.
È membro del Naismith Memorial Basketball Hall of Fame dal 1962 in qualità di contributore.